# Goldstone Deep Space Communications Complex

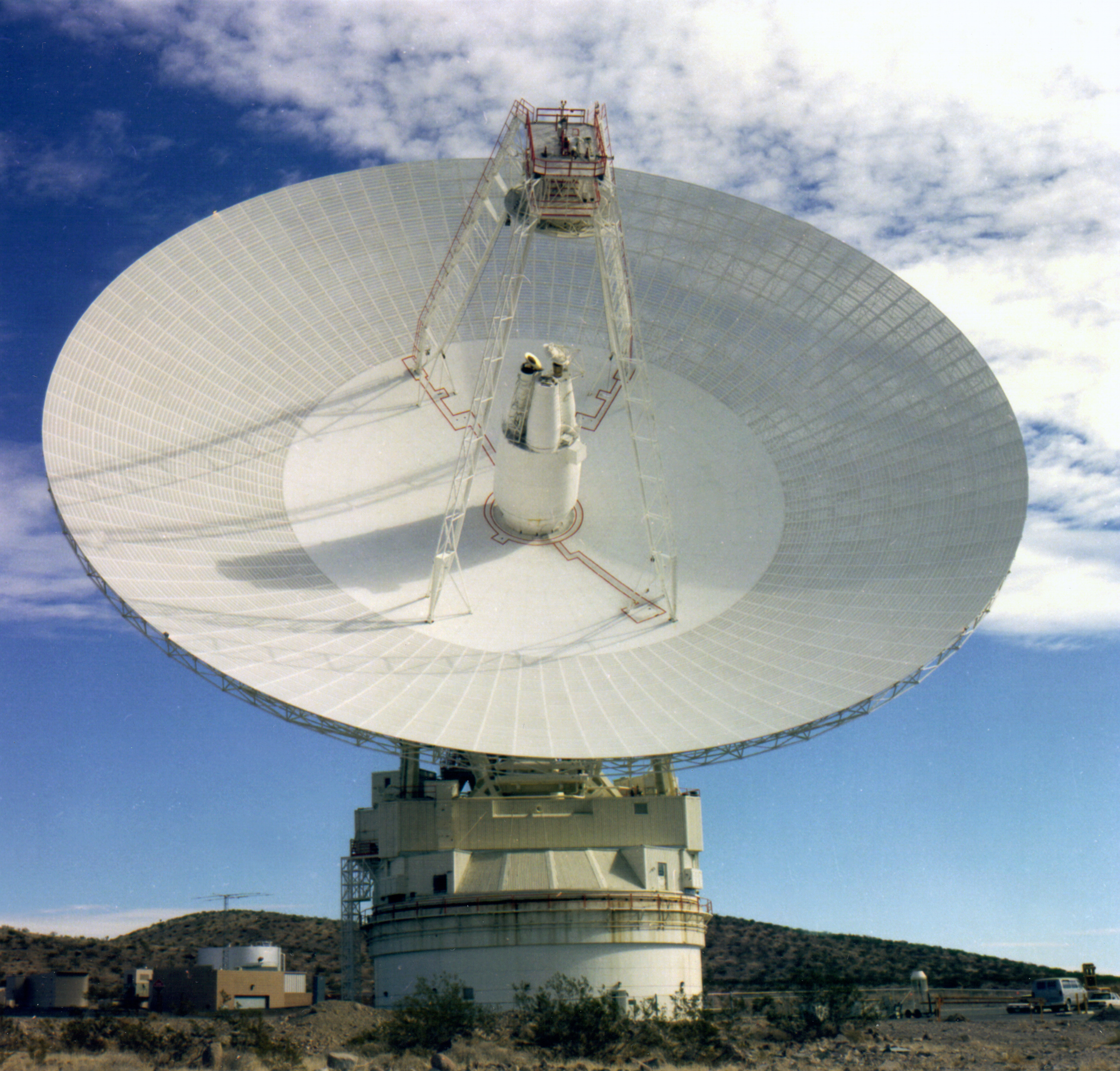
DSS 14 (overdag)

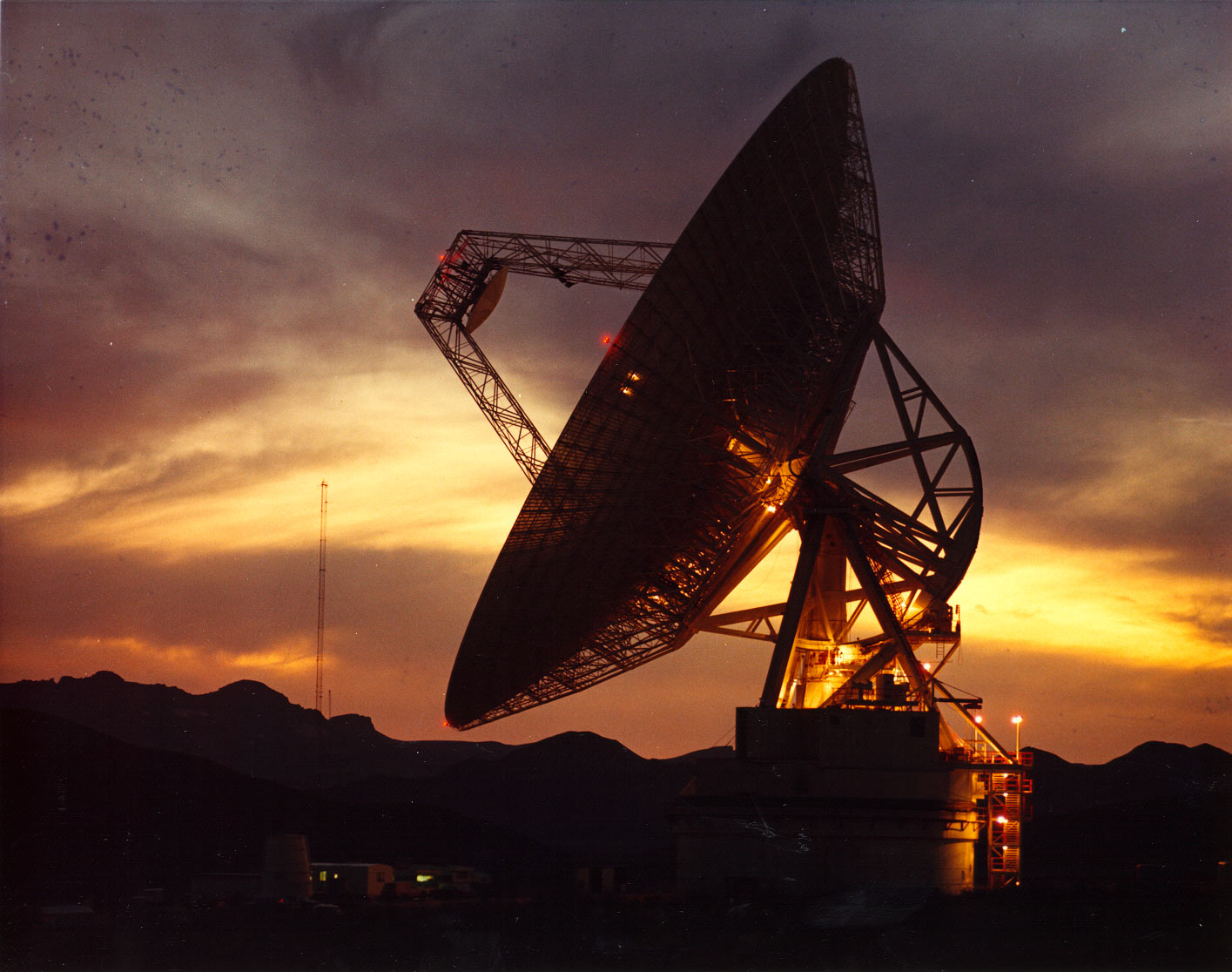
DSS 14 ('s nachts)

Het Goldstone Deep Space Communications Complex (GDSCC), ook wel Goldstone Observatory, is een gebied in de Mojavewoestijn in het zuiden van de Amerikaanse deelstaat Californië, 60 kilometer ten noorden van Barstow, waar een aantal antennes op gestationeerd zijn. Het observatorium maakt onderdeel uit van NASA's Deep Space Network en wordt beheerd door ITT Corporation voor Jet Propulsion Laboratory. Het belangrijkste doel van het complex is het volgen van en communiceren met ruimtemissies. Het Deep Space Communication Complex komt driemaal voor in de wereld. De andere twee zijn gevestigd in Madrid (Madrid Deep Space Communication Complex) en Canberra (Canberra Deep Space Communication Complex).

## Geschiedenis
In 1958 selecteerde JPL een van nature komachtige ondergrond in de Mojavewoestijn als beste plek om een radio-installatie te bouwen. In datzelfde jaar werd de DSS-11 gebouwd en in werking gesteld ter ondersteuning van het Pioneerprogramma. In 1961 werd deze antenne verplaatst richting het Venus complex. In 1985 werd de DSS-11 benoemd tot National Historic Landmark.
In 1966 werd de grootste schotelantenne in bedrijf genomen. Eind jaren tachtig werd deze in diameter vergroot van 64 tot 70 meter om de ruimtesonde Voyager 2 een beter ontvangst bij de passage van neptunus te kunnen geven. Eind jaren negentig werd het Goldstone observatorium ook door het programma SETI gebruikt. Eind 2010 onderging de DSS-14 installatie een onderhoudsbeurt waarbij de 3200 ton zware schotelantenne werd opgehoogd.

## Antennes
| Naam             | Operationeel | Status   | Diameter | Soort antenne | Opmerkingen                                       |
| ---------------- | ------------ | -------- | -------- | ------------- | ------------------------------------------------- |
| DSS 11 (Pioneer) | 1958-1981    | inactief | 26       |               | Eerste antenne van complex, in 1961 verplaatst    |
| DSS 12 (Echo)    | 1960-?       | inactief | 26/34    | STD           | In 1961 verplaatst, in 1979 vergroot tot 34 meter |
| DSS 13 (Venus)   | 1962         | actief   | 26/34    | BWG, R&D      | In 1991 vergroot in diameter van 26 tot 34 meter  |
| DSS 14 (Mars)    | 1966         | actief   | 64/70    |               | In juni 1988 vergroot tot 70 meter                |
| DSS 15 (Uranus)  | 1986         | actief   | 34       | HEF           |                                                   |
| DSS 16 (Apollo)  | 1965-?       | inactief | 26       |               |                                                   |
| DSS 17 (Apollo)  | ?-?          | gesloopt | 9        |               |                                                   |
| DSS 23 (Apollo)  | 1996-?       | inactief | 11       |               |                                                   |
| DSS 24 (Apollo)  | 1995         | actief   | 34       | BWG           |                                                   |
| DSS 25 (Apollo)  | 1996         | actief   | 34       | BWG           |                                                   |
| DSS 26 (Apollo)  | 1996         | actief   | 34       | BWG           |                                                   |
| DSS 27 (Gemini)  | 1995         | actief   | 34       | HSB           |                                                   |
| DSS 28 (Gemini)  | 2000-?       | inactief | 34       | HSB           |                                                   |

- BWG = Beam Wave Guide
- HEF = High-Efficiency
- HSB = High-Speed Beam Waveguide
- R&D = Research & Development